# Sommersby
Sommersby ist ein US-amerikanischer Spielfilm aus dem Jahr 1993. Die Handlung des Films basiert zum Teil auf der Geschichte des Martin Guerre, die bereits im Jahr 1982 als Die Wiederkehr des Martin Guerre mit Gérard Depardieu verfilmt wurde. Der französische Film beruht seinerseits auf einem von François Gayot de Pitaval in seiner Sammlung von Kriminalfällen dargestellten realen Fall des Martin Guerre.

## Handlung
Nach dem Sezessionskrieg führt Laurel Sommersby, die Ehefrau des seit sechs Jahren vermissten Soldaten John Robert Sommersby, im Dorf Vine Hill in Tennessee alleine die Landwirtschaft ihrer Familie. Sie wird vom Nachbarn Orin Meecham vergeblich umworben. Eines Tages taucht der Deserteur und steckbrieflich gesuchte Betrüger Horace Townsend im Dorf auf. Er gibt sich als der vom Krieg heimkehrende Soldat John "Jack" Sommersby aus. Da er die Bewohner des Ortes sehr gut zu kennen scheint, wird seine vorgespielte Identität von allen als die wahre akzeptiert. Laurel und ihr Sohn nehmen ihn nach anfänglichem Zögern ebenfalls in die Familie mit auf.
John alias Horace gewinnt das Vertrauen der Ortsbewohner. Er überzeugt sie auf einer Versammlung, es gemeinsam mit dem Tabakanbau zu versuchen. Sie legen ihre letzten verbliebenen Wertgegenstände zusammen. Sein Plan ist, die Habseligkeiten in der Ferne zu verkaufen und aus dem Verkaufserlös das dafür nötige Saatgut zu erwerben. Sie vertrauen ihm. John kommt tatsächlich wie versprochen zurück und bringt die richtigen Samen in das Dorf. John bietet obendrein den Dorfbewohnern einen Teil des brach gefallenen Landes der Familie Sommersby zum späteren Kauf an. Das wird in unterschriebenen Verträgen bekräftigt. Das Dorf arbeitet voller Hoffnung am Wiederaufbau ihrer Farmen. Das Vorhaben gelingt, und Laurel und John werden Eltern einer Tochter. Kurz nach der Taufe erscheinen Bundesmarshals im Dorf. Sie führen eine Mordanklage gegen John Sommersby bei sich. Horace wird als John Sommersby verhaftet und muss selbst ins Untersuchungsgefängnis reiten.
Im Gerichtsverfahren kommt es zum Streit über seine Identität als Angeklagter. Laurel Sommersby bestreitet als Zeugin vor Gericht seine Identität, in der Hoffnung, so könnte er der Todesstrafe entgehen. Sie sagt aus, sie liebe ihn stärker als den echten John aus der Zeit vor dem Krieg. Der Angeklagte will aber vor Gericht nicht als Lügner und Betrüger bloßgestellt werden. Geschickt und überzeugend verteidigt er seine Legende. Am Ende wird er daher als Jack Sommersby wegen Mordes verurteilt.
Erst unmittelbar vor seiner Hinrichtung gibt Horace alias John im Gespräch mit Laurel die Wahrheit zu: Während des Krieges gehörte er zu den Kameraden des echten John Sommersby. Horace wurde verhaftet und von den Nordstaatlern wegen seiner verblüffenden Ähnlichkeit mit dem tatsächlichen John Sommersby mit diesem in eine Zelle gesperrt. Er lernte John Sommersbys Leben bis in die letzte Einzelheit kennen. Dazu wird angedeutet, er könnte womöglich sein unehelicher Bruder aus einem Nachbarort sein, dessen Leben auch ganz anders hätte verlaufen können. Nach seiner Entlassung ermordete Sommersby einen Mann und starb kurz darauf, deshalb war für Horace der Weg frei, als John nach Vine Hill zurückzukehren. Das hier erlangte neue Leben in Würde und Rechtschaffenheit will er nicht aufgeben, auch wenn er dafür sterben muss. Zudem will er das Aufbauwerk und die Einkünfte der Dorfbewohner aus dem Tabakverkauf retten; beim Eingeständnis der falschen Identität würden alle seine Geschäfte ungültig, besonders der Grundstücks- und der Tabakverkauf wären dann illegal. Alle Mühen und Opfer des Dorfes wären umsonst gewesen; Land und Geld aus der erfolgreichen Tabakauktion wären verloren.
Horace' „Ehefrau“ erscheint auf sein Flehen im allerletzten Augenblick vor seiner Hinrichtung am Galgen, um ihm das Sterben zu erleichtern. Er kann ihr noch einmal in die Augen sehen, bevor er stirbt.

## Hintergrund
An der Produktion des Films war das französische Unternehmen Le Studio Canal beteiligt, für das die große Popularität Fosters in Frankreich wichtig war. Während der Dreharbeiten, die in Virginia stattfanden, lernte Jodie Foster die Produktionsmanagerin Cydney Bernard (* 1953) kennen, die ihre Lebenspartnerin wurde.

## Kritiken
Vor allem Jodie Foster erhielt für ihre Leistung gute Kritiken, unter anderem in Los Angeles Times vom 5. Februar 1993, wo man ihr eine Kombination aus Feuer und Schönheit bescheinigte.
- Treffpunkt Kino: „Großartiges Südstaaten-Liebesdrama. Bei Sommersby kommen Kopf und Bauch auf ihre Kosten, denn es stimmt einfach alles Schauspieler, Story, Musik, Kamera. Ein großartiger und im besten Sinne ‚altmodischer‘ Liebesfilm, in dem Emotionen triumphieren.“

## Auszeichnungen
Die Deutsche Film- und Medienbewertung FBW in Wiesbaden verlieh dem Film das Prädikat besonders wertvoll.
Der Film gewann den Filmpreis Western Writers of America für das Drehbuch und erhielt die Goldene Leinwand.